# Rudy Englebert
Rudy Englebert, voluit Rudolphus Franciscus Maria Englebert (8 december 1950 – 19 januari 2023), was een Nederlands basgitarist. Hij speelde onder meer in Vitesse en de Wild Romance.

## Loopbaan
Rudy (ook wel Ruud) Englebert speelde in de bands Fruit en Hollander. Met deze laatste band haalde hij in 1980 een Tipparade-notering met Good enough to rock 'n' roll. Met medebandleden Carl Carlton en Otto Cooymans trad hij in 1982 toe tot de band Vitesse van Herman van Boeyen. De groep had in deze periode veel succes met de singles Rosalyn en Good lookin'. Englebert, Carlton en Cooymans verlieten vanwege een muzikaal meningsverschil in 1984 Vitesse en richtten vervolgens de band The Raiders (of The Last Corvette) op. Met het nummer Touch me werd in 1985 de Tipparade gehaald.
Hij trad in 1986 toe tot de Wild Romance. Samen met Herman Brood werden de albums Yada Yada (1988) en Hooks (1989) gemaakt. Met Frédérique Spigt speelde Englebert in de jaren 1990 in A Girl Called Johnny. Hij vertrok daarna naar Duitsland, waar hij actief was als sessiemuzikant. Later werkte hij nog samen met Thé Lau en Ad Visser.
Englebert overleed in 2023 op 72-jarige leeftijd.
- MusicBrainz: 142ce44c-5add-457e-942e-e7a81a607443